# Zwiebelbasalfäule

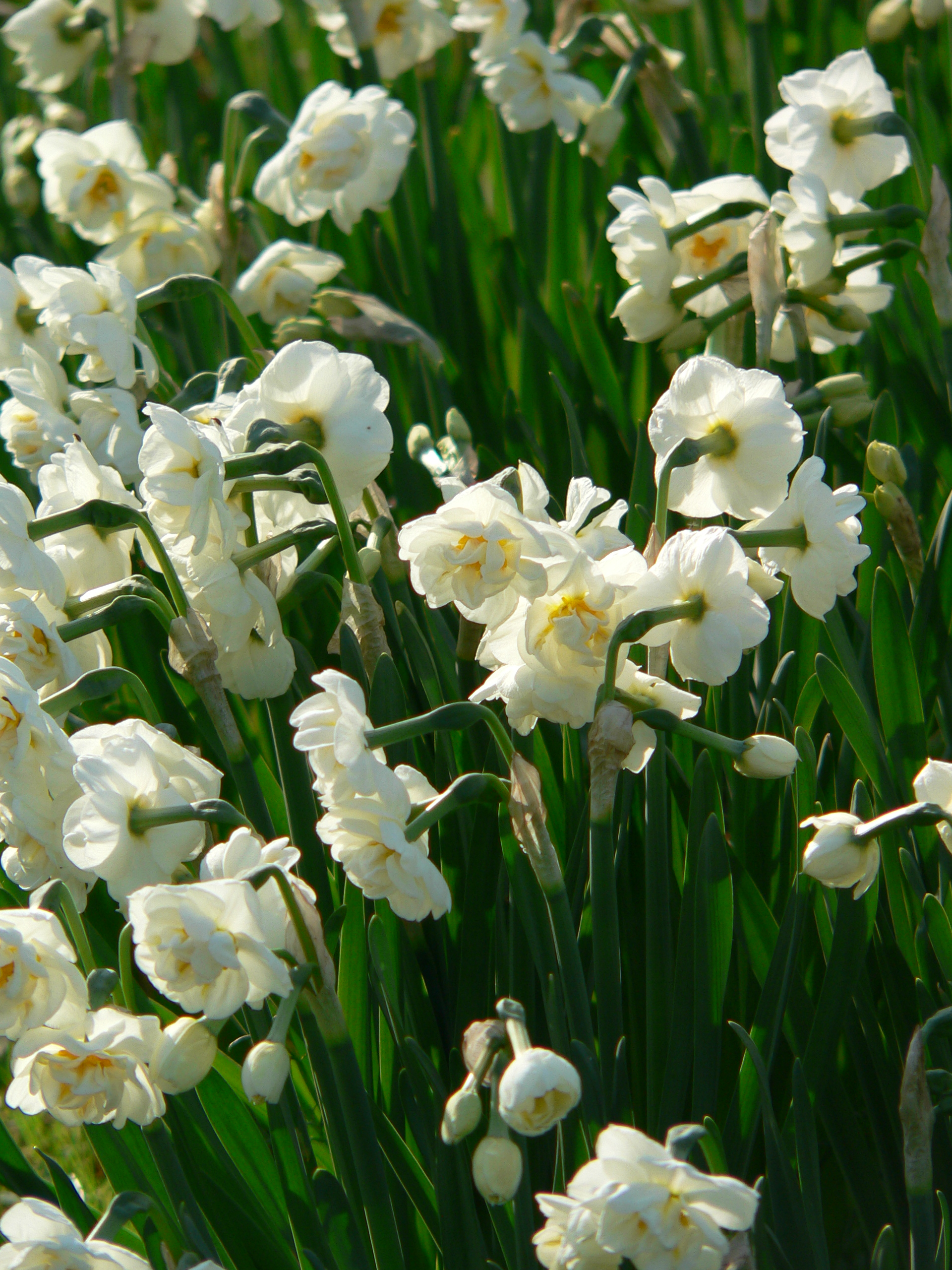
Narzissensorte 'Bridal Crown', eine gefüllte Narzisse der Klasse 4 – die Zwiebelbasalfäule lässt die Narzissenzwiebeln verfaulen

Als Zwiebelbasalfäule bezeichnet man eine Pflanzenkrankheit, die vor allem Narzissen befällt. Sie wird durch den Pilz Fusarium bubigenum verursacht.
Die Sporen des Pilzes setzen sich in den Zwiebelschalen fest. Während der Lagerung der Zwiebeln können sie sich vor allem dann leicht vermehren, wenn Narzissenzwiebeln zu warm gelagert werden. Bei eingepflanzten Narzissen führt der Pilzbefall dazu, dass die Blätter weit vor der normalen Zeit vergilben und dann absterben. Zu einer Ausbildung der Blüte kann es dann nicht mehr kommen. Bei stark befallenen Pflanzen führt die Zwiebelbasalfäule zu einem vollständigen Wegfaulen des korkartigen Zwiebelbodens.
Die Krankheit stellt weltweit sowohl für kommerzielle Gärtnereien als auch für Privatgärtner ein Problem dar, da der Pilz über mehrere Jahre im Boden verbleibt. Stellen, an denen mit dem Pilz verseuchte Pflanzen standen, sollen daher für mindestens fünf Jahre nicht mit Narzissen bepflanzt werden.
Behandelt wird die Krankheit durch einen sorgfältigen Umgang mit den Zwiebeln. Verletzte Zwiebeln sollten aussortiert werden. Gegen den Pilzbefall werden die Zwiebeln gebeizt, in manchen Gärtnereien auch einer Heißwasserbehandlung unterzogen. Mineraldünger mit hohem Kalianteil vermindert den Befall.
Es gibt allerdings einige resistente Narzissenarten. Dazu zählen die Arten und die von ihnen abstammenden Zuchtsorten der Jonquillen, Engelstränen-Narzissen und Tazetten.